# Astaena simulatrix
Astaena simulatrix är en skalbaggsart som beskrevs av Frey 1974. Astaena simulatrix ingår i släktet Astaena och familjen Melolonthidae. Inga underarter finns listade.